# Gabriel Obada
Gabriel Obada Awono (ur. 20 stycznia 1980) – kameruński zapaśnik walczący w stylu wolnym. Brązowy medalista mistrzostw Afryki w 2012 i piąty w 2009  roku.